# Ras El Aioun
Ras El Aioun là một thị trấn thuộc tỉnh Batna, Algérie. Dân số thời điểm năm 2002 là 18.791 người.